# Valerianella cupulifera
Valerianella cupulifera är en kaprifolväxtart som beskrevs av Le Grand. Valerianella cupulifera ingår i släktet klynnen, och familjen kaprifolväxter. Inga underarter finns listade i Catalogue of Life.